# وادي اللال (بني ضبيان)

تعديل مصدري - تعديل

وادي اللال هي إحدى قرى عزلة بني ضبيان بمديرية بني ضبيان التابعة لمحافظة صنعاء، بلغ تعداد سكانها 30 نسمة حسب تعداد اليمن لعام 2004.